# Luncavița (okręg Caraș-Severin)
Luncavița – wieś w Rumunii, w okręgu Caraș-Severin, w gminie Luncavița. W 2011 roku liczyła 855 mieszkańców. 